# Gran Premio di Francia 1950
Il Gran Premio di Francia 1950 è stata la sesta prova della stagione 1950 del campionato mondiale di Formula 1. La gara si è tenuta domenica 2 luglio sul circuito di Reims ed è stata vinta dall'argentino Juan Manuel Fangio su Alfa Romeo, al terzo successo in carriera; Fangio ha preceduto all'arrivo uno dei suoi compagni di squadra, l'italiano Luigi Fagioli, e il britannico Peter Whitehead su Ferrari, a podio per la prima e unica volta in carriera.
Per Juan Manuel Fangio è il secondo hat trick (pole position, giro veloce e vittoria del Gran Premio) in carriera in Formula 1.

## Vigilia

### Aspetti tecnici
Il circuito utilizzato per questa edizione del Gran Premio di Francia è il circuito di Reims-Gueux, un tracciato stradale semipermanente situato tra i comuni francesi di Reims e Gueux, nel Grande Est. Esso, da percorrere in senso orario, era lungo 7 815 m e possedeva approssimativamente la forma di un triangolo; infatti si componeva essenzialmente di tre rettilinei, ubicati sulla CD 27, sulla CD 26 e sulla RN 31, e di tre curve principali, tutte a destra, denominate Gueux, La Garenne e La Bonne Rencontre. Il circuito usava prevalentemente strade extraurbane, eccezion fatta per la sezione della prima curva, passante attraverso il comune di Gueux.

### Aspetti sportivi

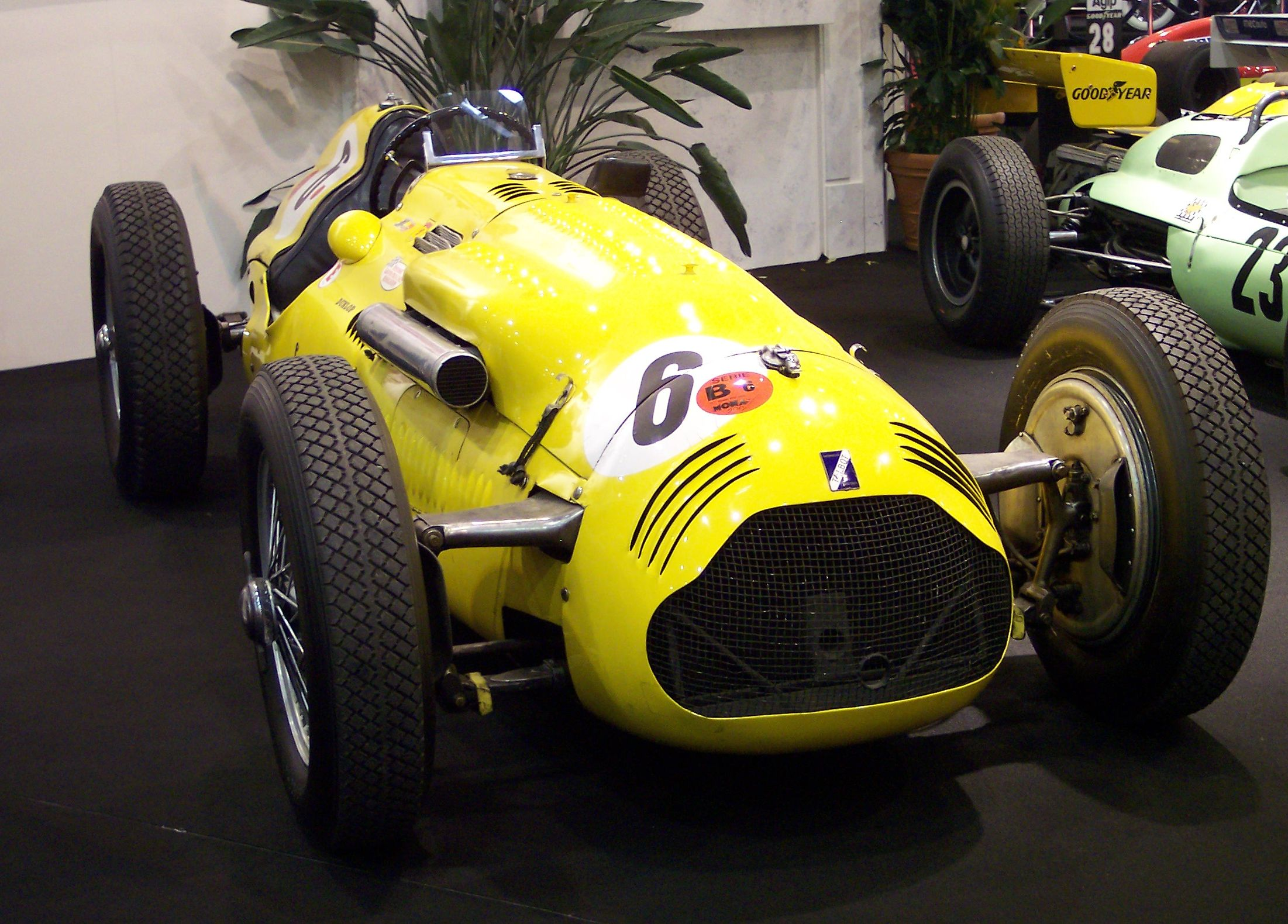
La Talbot-Lago di Johnny Claes, dipinta con il colore nazionale belga

Il Gran Premio rappresenta il sesto appuntamento stagionale a distanza di due settimane dalla disputa del Gran Premio del Belgio, quinta gara del campionato. È il terzo Gran Premio consecutivo e l'ultimo della stagione a disputarsi su un circuito stradale non permanente.
Tra le scuderia ufficiali ci sono L'Alfa Romeo, con le solite tre 158 guidate da Fangio, Farina e Fagioli, le Officine Alfieri Maserati, con due 4CLT-48 guidate da Franco Rol e Louis Chiron, la Automobiles Talbot-Darracq con sei vetture guidate dai francesi Philippe Étancelin, Eugène Chaboud, Yves Giraud-Cabantous, Louis Rosier, Pierre Levegh e Raymond Sommer — tutti guidano una Talbot-Lago T26C-DA tranne Sommer e Levegh, i quali guidano rispettivamente una T26C-GS e una T26C —, e infine l'Équipe Gordini, con una sola vettura, la Simca-Gordini T15, guidata da Robert Manzon.
La Scuderia Ferrari decise di prendere parte alla gara di Formula 2 che precedeva quella di Formula 1 e non a quest'ultima poiché le 275 portate a Reims non erano abbastanza competitive. Una Ferrari 125 è stata comunque usata dal pilota privato Peter Whitehead.
La le squadre private ci sono la Scuderia Ambrosiana, con due Maserati 4CLT-48 guidate dai britannici Reg Parnell e David Hampshire, la Scuderia Achille Varzi, con due 4CLT-48 guidate dall'argentino José Froilán González e dall'italiano Gianfranco Comotti, il quale però non arrivò alla gara, la Scuderia Milano, con Felice Bonetto al volante di una Maserati 4CLT-50, e la Écurie Belge, con il belga Johnny Claes alla guida di una T26C.
Era infine presente anche Charles Pozzi su Talbot-Lago T26C.

## Qualifiche

### Risultati
Nella sessione di qualifica si è avuta questa situazione:
| Pos | Nº | Pilota                | Costruttore        | Tempo             | Griglia |
| --- | -- | --------------------- | ------------------ | ----------------- | ------- |
| 1   | 6  | Juan Manuel Fangio    | Alfa Romeo         | 2'30"6            | 1       |
| 2   | 2  | Nino Farina           | Alfa Romeo         | 2'32"5            | 2       |
| 3   | 4  | Luigi Fagioli         | Alfa Romeo         | 2'34"7            | 3       |
| 4   | 16 | Philippe Étancelin    | Talbot-Lago-Talbot | 2'39"0            | 4       |
| 5   | 18 | Yves Giraud-Cabantous | Talbot-Lago-Talbot | 2'42"7            | 5       |
| 6   | 20 | Louis Rosier          | Talbot-Lago-Talbot | 2'46"0            | 6       |
| 7   | 28 | Franco Rol            | Maserati           | 2'46"7            | 7       |
| 8   | 36 | José Froilán González | Maserati           | 2'48"0            | 8       |
| 9   | 22 | Pierre Levegh         | Talbot-Lago-Talbot | 2'49"0            | 9       |
| 10  | 24 | Eugène Chaboud        | Talbot-Lago-Talbot | tempo sconosciuto | 10      |
| 11  | 40 | Felice Bonetto        | Maserati-Milano    | 2'51''0           | 11      |
| 12  | 32 | Reg Parnell           | Maserati           | 2'54''0           | 12      |
| 13  | 44 | Robert Manzon         | Simca-Gordini      | 2'55''5           | 13      |
| 14  | 30 | Louis Chiron          | Maserati           | 2'55''9           | 14      |
| 15  | 42 | Johnny Claes          | Talbot-Lago-Talbot | 2'57''4           | 15      |
| 16  | 26 | Charles Pozzi         | Talbot-Lago-Talbot | 2'58''0           | 16      |
| 17  | 12 | Raymond Sommer        | Talbot-Lago-Talbot | 2'59''3           | 17      |
| 18  | 34 | David Hampshire       | Maserati           | 2'59''5           | 18      |
| 19  | 14 | Peter Whitehead       | Ferrari            | 3'01''0           | 19      |
| WD  | 8  | Luigi Villoresi       | Ferrari            | –                 | –       |
| WD  | 10 | Alberto Ascari        | Ferrari            | –                 | –       |

## Gara

### Resoconto
Al via, è Farina a prendere il comando, seguito da Fangio e da Fagioli, e già si profila la solita lotta in famiglia tra i "3F". Tuttavia, al 17º giro, un guasto alla pompa della benzina, costringe il pilota torinese a fermarsi ai box, dando così la possibilità, all'argentino, di portarsi in testa. Purtroppo, la sosta si protrae più del previsto; Farina perde due giri, e quando torna in pista è in settima posizione. Non è una giornata fortunata per il pilota italiano e dopo qualche giro è costretto a fermarsi nuovamente per lo stesso problema. Ma Farina non demorde e, tornato in gara in quinta posizione, alle spalle dei due ormai imprendibili compagni di squadra, di Whitehead (3º) e di Manzon (4º), spinge al massimo, inanella una serie di 4 giri veloci, e conquista il 3º posto, ma, dopo soli due giri, è costretto a fermarsi definitivamente lungo il percorso.
Il primato di Fangio, fuori Farina, non è mai stato messo in forse, ma il pilota argentino vuole dare una prova di forza, e, nelle fasi finali, marca il giro più veloce, aggiudicandosi, per la seconda volta in questo mondiale (la prima era successo nel Gran Premio di Monaco) una fantastica tripletta: pole position, vittoria e giro veloce.
Alla vigilia di Monza, ultima gara del mondiale, ciascuno dei "3F" ha la possibilità di vincere il titolo, e il favorito è Fangio, che ha 2 di vantaggio su Fagioli e 4 punti su Farina.
L'Alfa Romeo, grazie al primo posto del balcarceño e al secondo dell'osimano, conquista la sua quarta e ultima doppietta.

### Risultati
I risultati del Gran Premio sono i seguenti:
| Pos | Nº | Pilota                            | Costruttore        | Giri | Tempo/Ritiro                   | Griglia | Punti |
| --- | -- | --------------------------------- | ------------------ | ---- | ------------------------------ | ------- | ----- |
| 1   | 6  | Juan Manuel Fangio                | Alfa Romeo         | 64   | 2h57'52"8                      | 1       | 9     |
| 2   | 4  | Luigi Fagioli                     | Alfa Romeo         | 64   | +25"7                          | 3       | 6     |
| 3   | 14 | Peter Whitehead                   | Ferrari            | 61   | +3 giri                        | 19      | 4     |
| 4   | 44 | Robert Manzon                     | Simca-Gordini      | 61   | +3 giri                        | 13      | 3     |
| 5   | 16 | Philippe Étancelin Eugène Chaboud | Talbot-Lago-Talbot | 59   | +5 giri                        | 4       | 1     |
| 6   | 26 | Charles Pozzi Louis Rosier        | Talbot-Lago-Talbot | 56   | +8 giri                        | 16      |       |
| 7   | 2  | Nino Farina                       | Alfa Romeo         | 55   | Pompa del carburante           | 2       |       |
| 8   | 18 | Yves Giraud-Cabantous             | Talbot-Lago-Talbot | 52   | +12 giri                       | 5       |       |
| Rit | 22 | Pierre Levegh                     | Talbot-Lago-Talbot | 37   | Motore                         | 9       |       |
| Rit | 40 | Felice Bonetto                    | Maserati-Milano    | 15   | Motore                         | 11      |       |
| Rit | 42 | Johnny Claes                      | Talbot-Lago-Talbot | 12   | Surriscaldamento               | 15      |       |
| Rit | 20 | Louis Rosier                      | Talbot-Lago-Talbot | 11   | Surriscaldamento               | 6       |       |
| Rit | 32 | Reg Parnell                       | Maserati           | 10   | Motore                         | 12      |       |
| Rit | 28 | Franco Rol                        | Maserati           | 7    | Motore                         | 7       |       |
| Rit | 30 | Louis Chiron                      | Maserati           | 7    | Motore                         | 14      |       |
| Rit | 34 | David Hampshire                   | Maserati           | 6    | Motore                         | 18      |       |
| Rit | 12 | Raymond Sommer                    | Talbot-Lago-Talbot | 5    | Surriscaldamento               | 17      |       |
| Rit | 36 | José Froilán González             | Maserati           | 4    | Motore                         | 8       |       |
| NP  | 24 | Eugène Chaboud                    | Talbot-Lago-Talbot | 0    | Partecipa con un'altra vettura | –       |       |
| WD  | 8  | Luigi Villoresi                   | Ferrari            | 0    | Ritiro volontario              | –       |       |
| WD  | 10 | Alberto Ascari                    | Ferrari            | 0    | Ritiro volontario              | –       |       |

Juan Manuel Fangio riceve un punto addizionale per aver segnato il giro più veloce della gara.

## Classifica mondiale
| Pos | Pilota                | Punti |
| --- | --------------------- | ----- |
| 1   | Juan Manuel Fangio    | 26    |
| 2   | Luigi Fagioli         | 24    |
| 3   | Nino Farina           | 22    |
| 4   | Louis Rosier          | 10    |
| 5   | Johnnie Parsons       | 9     |
| 6   | Alberto Ascari        | 8     |
| 7   | Bill Holland          | 6     |
| 8   | Prince Bira           | 5     |
| 9   | Louis Chiron          | 4     |
| =   | Reg Parnell           | 4     |
| =   | Mauri Rose            | 4     |
| =   | Peter Whitehead       | 4     |
| 13  | Yves Giraud-Cabantous | 3     |
| =   | Cecil Green           | 3     |
| =   | Robert Manzon         | 3     |
| =   | Raymond Sommer        | 3     |
| 17  | Felice Bonetto        | 2     |
| 18  | Tony Bettenhausen     | 1     |
| =   | Eugène Chaboud        | 1     |
| =   | Joie Chitwood         | 1     |
| =   | Philippe Étancelin    | 1     |